# Saint-Michel-le-Cloucq
Saint-Michel-le-Cloucq é uma comuna francesa na região administrativa da Pays de la Loire, no departamento de Vendéia. Estende-se por uma área de 17,69 km². Em 2010 a comuna tinha 1 321 habitantes (densidade: 74,7 hab./km²).